# Світловодський регіональний ландшафтний парк

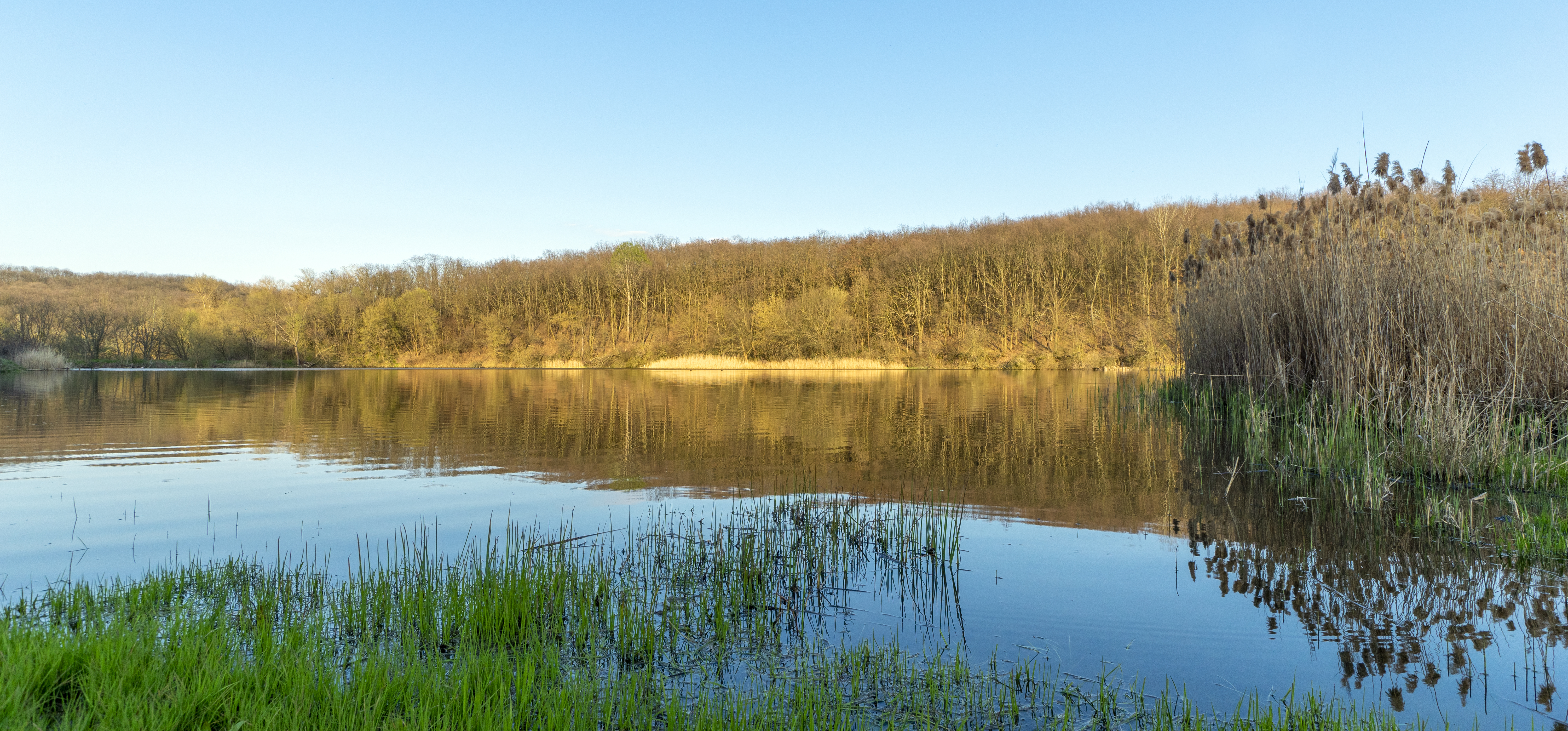
На південь села Велика Андрусівка

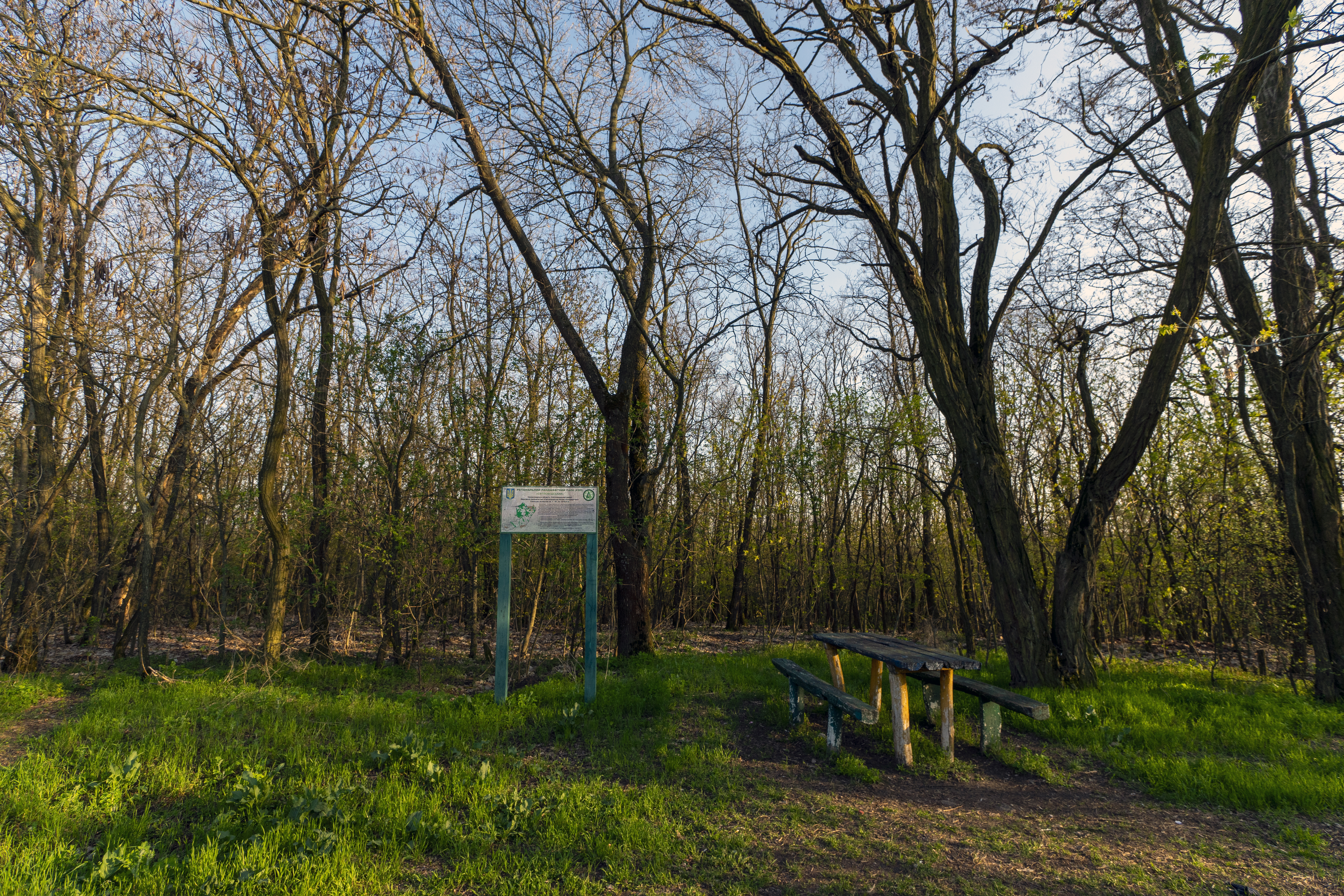

Світлово́дський регіона́льний ландша́фтний парк — регіональний ландшафтний парк в Україні. Розташований у північній частині Світловодського району Кіровоградської області, в околицях села Велика Андрусівка та довколишніх сіл. 

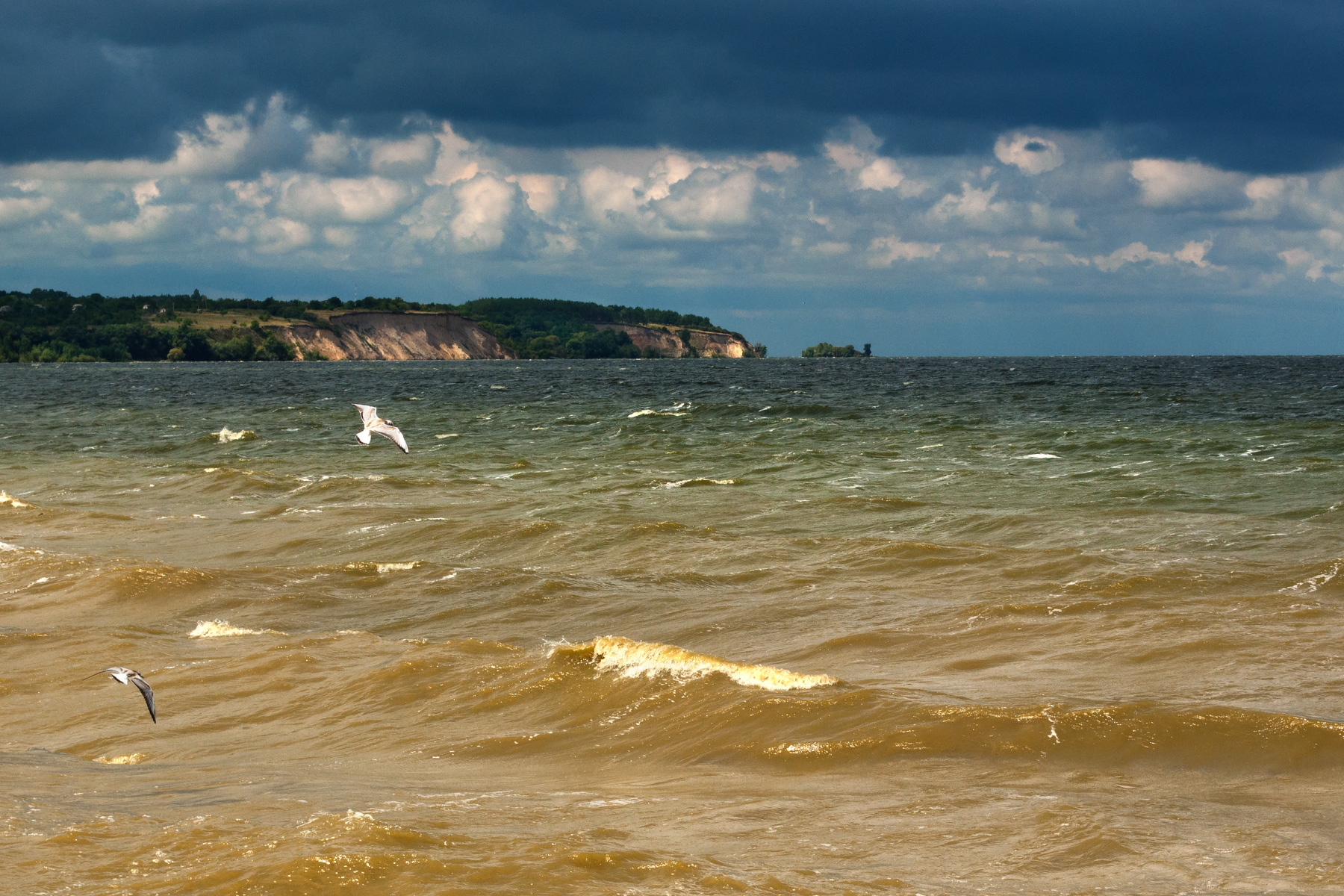
Кременчуцьке водосховище

Площа парку з часу його оголошення становила 60320 гектарів, з них — 8239,7 гектарів земель належать до лісового фонду. 
Від 14.06.2019 року рішенням сесії Кіровоградської обласної ради, внаслідок включення до його складу акваторії "Цибульниківської затоки" площею 907,35 га, площу РЛП "Світловодський" збільшено до 61227,35 га. 
З північної сторони парку розташована частина Кременчуцького водосховища. З південної сторони парк межує з правою притокою Дніпра — річкою Цибульник. На заході він межує з Полтавською областю. 

## Історія створення
Світловодський регіональний ландшафтний парк був створений у 2011 році відповідно до Рішення Кіровоградської обласної ради № 89 від 25 лютого 2011 року. Рішенням № 367 від 21 вересня 2012 року був затверджений Проект організації території, охорони, відтворення та рекреаційного використання природних комплексів і об'єктів регіонального ландшафтного парку «Світловодський». Глинське лісництво Світловодського держлісгоспу має у своєму розпорядженні лісові площі парку, серед землекористувачів є Селищні Ради території парку. Раніше землекористувачами цих територій було декілька колгоспів. На території парку функціонує Андрусівське мисливське господарство. Присутні кооперативна та державна форма господарської власності. Діють сільськогосподарські, мисливські, рибні та лісові господарства.

## Опис
60 % загальної території регіонального ландшафтного парку належить до акваторії Кременчуцького водосховища. Територія парку є частиною Кремгесівського фізико-географічного району. До природоохоронної території належать міжбалкові ділянки та комплекс балок, територія островів та берег Дніпра. На території парку є яри, якими розсічені долини та балки. В рельєфі помітні прохідні долини стоку льодовикових вод. Для території Світловодського регіонального ландшафтного парку характерний клімат Південного лісостепу. Середньорічна температура знаходиться у межах 7,3-7,4 градусів Цельсія. Для січня характерна середня температура −6,6 градусів Цельсія. Для липня — 20,2 градусів Цельсія. Сніговий покрив лежить протягом 75-80 днів. Середньорічна кількість опадів — від 430 до 480 міліметрів ртутного стовпчика. 
У товщі сучасного та древнього алювію річкових долин та балок накопичені підземні води. На днищах балок та по долинах річок ґрунти сформувались на піщано-мулистому алювії. Ґрунтовий покрив — строкатий. Свій розвиток отримала густа мережа балок, ярів та долин. Зустрічаються різні види рослинного покриву та ґрунтів. Є сірі та темно-сірі опідзолені ґрунти, є редаговані та опідзолені чорноземи, присутні чорноземи типові малогумусні. На території цього району виявлені еродовані ґрунти.
Екосистеми представлені на території природоохоронної ділянки співвідношенням: 15 % займають лісові біотопи та орні землі, забудовам належать 19 %, лучні та степові землі розташовані на 5 %. Водна акваторія та острови займають 60 % території, а прибережно-водні біотопи — 1 %.

## Флора
На території ландшафтного парку представлені степові та лісові види. Зростають липа серцелиста, граб звичайний, клен гостролистий та дуб звичайний. Схили річок є місцем зростання берези. Трав'яний покрив утворений зірочником лісовим, яглицею звичайною та осокою волосистою. На східній межі паркової території зростає егоніхон фіолетово-голубий. Трапляються представники виду проліска сибірського. Бородач звичайний поширений на степовій ділянці парку. Зростають шавлія дібровна, чистець трансільванський, материнка звичайна та парило звичайне. 
На островах Кременчуцького водосховища зростають волошка дніпровська та смовдь піскова. На території парку зростає 20 регіонально рідкісних видів рослин. Також є 10 видів рослин, серед яких ті, що містяться у Червоному списку МСОП, у Європейському Червоному списку, в Червоній книзі України та в Додатку I Бернської конвенції. 
Астрагал шерстистоквітковий входить до Європейського Червоного списку та Червоного списку МСОП. Сальвінія плаваюча є в переліку Додатка I Бернської конвенції. Ковила волосиста, астрагал шерстистоквітковий, сальвінія плаваюча, сон чорніючий, шафран сітчастий, коручка морозниковидна, тюльпан дібровний входять до переліку рослин, що внесені до Червоної книги України. Назви регіональних рідкісних видів рослин, які зростають на території Світловодського регіонального ландшафтного парку: волошка дніпровська, гвоздика розчепірена, горицвіт весняний, шоломниця висока, щитник чоловічий, щитник шартрський, шипшина найколючіша, аконіт шерстистовустий, вишня степова, воловик несправжньо-блідо-жовтий, гадюча цибулька занедбана, егоніхон фіолетово-голубий, жовтозілля Швецова, конвалія звичайна, льон шорсткий, мигдаль степовий, оман високий, наперстянка великоцвіта, пухирник ламкий, смовдь піскова. Серед рідкісних видів рослин, що зростають на території парку, виділяють тюльпан дібровний та шафран сітчастий. 
Лісова рослинність займає 15 % території. Поширення набули широколистяні ліси. Зростають в'яз гладкий, клен польовий та ясен високий. Підлісок представлений ліщиною звичайною, свидиною кров'яною, бруслиною бородавчастою та бруслиною європейською. Трав'яний покрив представлений осокою волосистою, зірочником гайовим, яглицею звичайною, копитняком європейським, купиною багатоквітковою, купиною широколистою. На ділянках липово-дубового лісу представлені такі види папороті: щитник чоловічий, щитник шахтарський та пухирник ламкий. На ділянках дубово-татарськокленового лісу зростає в'яз гладкий. В деяких місцях поширена сосна звичайна. Степова рослинність становить 5 % від загальної площі. Вона представлена бородачевими степами, в яких є бородачево-різнотравні угрупування. Зустрічаються бородач звичайний та келерія гребінчаста. На днищах балок є лучно-болотні та лучні види. Серед них є лікарські рослини — оман високий, мати-й-мачуха, алтея лікарська та деревій заплавний. Є ділянки, на яких зустрічаються типчаково-ковилкові угрупування в яких міститься ковила волосиста. 1 % території припадає на прибережно-водну рослинність. Територія її розташування пролягає вздовж Кременчуцького водосховища, в заплавних та улоговинних водоймах. Така рослинність представлена очеретом звичайним, лепешняком великим, рогозом вузьколистим. Розташовані угрупування латаття білого. 
Псамофітні види представлені на підвищеннях островів Кременчуцького водосховища. Серед них — цмин піщаний, полин дніпровський, жито дике та костриця Беккера. На центральних частинах островів зростають осока омська, осока гостра, очерет звичайний та частуха подорожника. Водну рослинність представляє сальвінія плаваюча. На території Світловодського регіонального ландшафтного парку є угрупування, що занесені до Зеленої книги України. Це грабово-дубові ліси волосистоосокові, грабово-дубові ліси яглицеві, угрупування латаття білого, сальвінії плаваючої, ковили волосистої, липово-дубові ліси волосистоосокові і кленово-липово-дубові ліси волосистоосокові.
На території поблизу села Семигір'я є ділянки дубового татарсько-кленового лісу. В них також зростають в'язи, липи та граби. 
На території масиву «Гнуче-Сагаланове» зростають дуби, вік яких становить 60-70 років. Представлені липи, в'язи, ясени та граби. Зростають дзвоники болонські та оман шершавий. Деколи трапляється лактук Ше, звіробій шорсткий та чина горохоподібна. Трапляються види — котяча м'ята паннонська та вішалка гілляста. В урочищі «Вовче» переважають білі акації та дуби, вік яких до 35 років. На парковій території виявлені синузії ефемероїдів. Трапляється ряст ущільнений та проліска двулиста, а також представники таких видів, як зірочки жовті, медунка вузьколиста та анемона жовтецева. На вологих територіях поширена пшінка весняна.

## Природоохоронні об'єкти на території парку
До складу Світловодського регіонального ландшафтного парку входять природоохоронні об'єкти: комплексна пам'ятка природи місцевого значення «Острів Обеліск», ботанічна пам'ятка природи місцевого значення «Степовий горб», комплексна пам'ятка природи місцевого значення «Придніпровські кургани». Також об'єктами, які розташовані на території парку є зоологічна пам'ятка природи місцевого значення «Поселення Сиворакші», ландшафтний заказник місцевого значення «Острів Лисячий», ландшафтний заказник місцевого значення «Кінські острови», ботанічний заказник загальнодержавного значення «Цюпина балка», який був заснований у 1996 році на площі 30 гектарів, заповідне урочище «Барвінкова і тюльпанова гори», зоологічна пам'ятка природи місцевого значення «Пташиний базар».